# Geni (ésser fantàstic)
Un geni és un ésser fantàstic de la mitologia de diferents pobles. Té dues derivacions semàntiques:
- de l'àrab jinn, en deriva el personatge de la mitologia semítica. A vegades en comptes de geni s'usa el terme àrab, usualment transcrit jinn o djinn, d'acord amb l'ortografia francesa o anglesa (o gin, forma catalanitzada proposada en la traducció de l'Alcorà de Mikel de Epalza).
- del llatí genius, en formen part les divinitats de la mitologia romana i altres que se'n deriven.

En les tradicions més antigues, els genis eren els esperits de pobles desapareguts, que actuaven de nit i s'amagaven en despuntar el dia. Altres tradicions diuen que són éssers de foc. En tots els casos es tracta d'éssers amb característiques de follets i altres éssers mitològics elementals de la naturalesa, que poden atacar, segons el seu tarannà, o ajudar en ser humà.